# Uma Estratégia de Paz

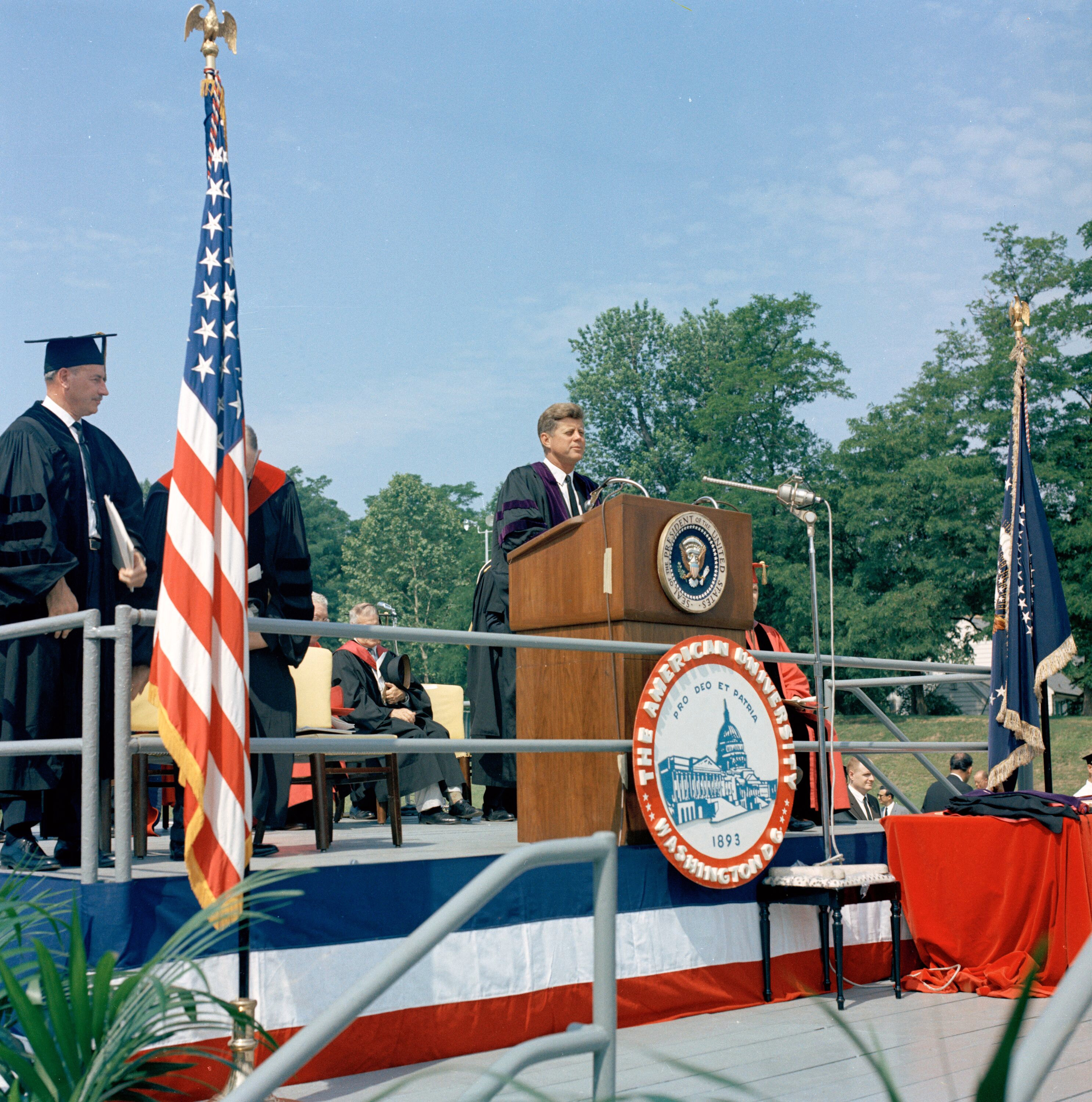
O Presidente Kennedy faz o discurso de formatura na American University, na segunda-feira, 10 de junho de 1963.

O discurso na Universidade Americana, intitulado "Uma Estratégia de Paz", foi um discurso de formatura proferido pelo Presidente dos Estados Unidos, John F. Kennedy, na American University em Washington, D.C., na segunda-feira, 10 de junho de 1963. Amplamente considerado um dos discursos mais impactantes de Kennedy, ele não apenas delineou um plano para conter armas nucleares, mas também "traçou um caminho esperançoso, ainda assim realista, para a paz mundial em um momento em que os EUA e a União Soviética enfrentavam o potencial de uma escalada na corrida armamentista nuclear." No discurso, Kennedy anunciou seu acordo para negociações "em direção a um acordo antecipado sobre um tratado de proibição abrangente de testes" (que resultou no Tratado de Proibição de Testes Nucleares) e também anunciou, com o propósito de mostrar "boa fé e convicções solenes", sua decisão de suspender unilateralmente todos os testes atmosféricos de armas nucleares dos EUA, desde que todas as outras nações fizessem o mesmo. Notáveis são seus comentários de que os Estados Unidos buscavam o objetivo de "desarmamento completo" de armas nucleares e seu juramento de que a América "nunca iniciará uma guerra".
O discurso foi incomum em seu apelo pacífico à União Soviética no auge da Guerra Fria e é lembrado como um dos discursos mais notáveis e importantes de Kennedy.
O Primeiro-Ministro soviético Nikita Khrushchev gostou tanto deste discurso que ordenou sua tradução integral para o russo e sua publicação no Pravda e no Izvestia, o que foi inédito naquela época.

## Antecedentes
Após a Crise dos Mísseis Cubanos em outubro de 1962, Kennedy estava determinado a construir um relacionamento melhor com a União Soviética para desencorajar outra ameaça de guerra nuclear. Ele acreditava que o Primeiro-Ministro soviético Nikita Khrushchev também estava interessado em renovar as relações entre os EUA e a União Soviética.
Em 19 de novembro de 1962, Khrushchev apresentou um relatório ao Comitê Central do Partido Comunista que implicitamente pedia uma interrupção da intervenção estrangeira para se concentrar na economia. Um mês depois, Khrushchev escreveu uma carta a Kennedy afirmando que "chegou a hora de pôr um fim de uma vez por todas nos testes nucleares". Kennedy recebeu essa resposta com entusiasmo e sugeriu que discussões técnicas sobre inspeções nucleares começassem entre representantes dos dois governos.
No entanto, Kennedy enfrentou oposição a qualquer proibição de testes por parte de líderes republicanos e seu próprio Departamento de Estado. Após vários meses, a oposição no Senado diminuiu e deu à Administração Kennedy a oportunidade de buscar a proibição com a União Soviética. Em maio de 1963, o presidente informou a seu Conselheiro de Segurança Nacional, McGeorge Bundy, que desejava fazer um grande discurso sobre a paz. De acordo com o Assistente Especial Ted Sorensen, o discurso foi mantido em sigilo com medo de que o tom sem precedentes "ativasse os alarmes em setores mais belicosos em Washington" e permitisse ataques políticos contra Kennedy antes do discurso.
Nos dias que antecederam o discurso, Kennedy estava comprometido em falar na Conferência de Prefeitos dos EUA em Honolulu e pediu a Sorensen que elaborasse o rascunho inicial com a contribuição de vários membros da equipe de Kennedy. O discurso foi revisado e editado por Kennedy e Sorensen no voo de retorno de Honolulu, dias antes do discurso. O historiador e Assistente Especial Arthur M. Schlesinger Jr. observou em seu diário: "Do ponto de vista da administração ordenada, este não foi o melhor modo de preparar uma declaração importante sobre política externa. Mas o Departamento de Estado jamais poderia ter produzido este discurso."

## Estilo
Ted Sorensen havia sido assessor de Kennedy desde a eleição senatorial de Massachusetts em 1952 e, eventualmente, atuou como seu principal redator de discursos de campanha e como Conselheiro Especial durante e após a eleição presidencial de 1960. Em 1963, ele já havia escrito rascunhos para quase todos os discursos que Kennedy proferiu durante seu mandato, incluindo o discurso de posse, o discurso da Crise dos Mísseis Cubanos e o discurso "Ich bin ein Berliner". Elementos comuns nos discursos de Kennedy-Sorensen incluíam aliteração, repetição e quiasmo, bem como referências históricas e citações. Embora Kennedy frequentemente fizesse ad-libs improvisados em seus discursos, ele não se desviava do rascunho final do discurso. Anca Gata descreveu Ted Sorensen como "o principal arquiteto do discurso em termos de linguagem, estilo, composição e retórica. Uma das questões mais originais no discurso foi a reintrodução do povo russo aos americanos como uma grande cultura com realizações importantes na ciência e no espaço, e promovendo crescimento econômico e industrial por conta própria."
O conteúdo do discurso era inegavelmente "dovish" em sua busca pela paz. Kennedy observou que, quase de forma única entre as "grandes potências mundiais", os Estados Unidos e a Rússia nunca haviam estado em guerra um com o outro. Ele também reconheceu as massivas baixas humanas que a Rússia sofreu durante a Segunda Guerra Mundial e declarou que nenhuma nação "jamais sofreu mais do que a União Soviética na Segunda Guerra Mundial", um fato que havia passado em grande parte despercebido no Ocidente devido ao início da Guerra Fria. Kennedy buscou estabelecer semelhanças entre os Estados Unidos e a União Soviética várias vezes e pediu uma "reexame" das atitudes americanas em relação à Rússia. Ele advertiu que adotar um curso em direção à confrontação nuclear seria "evidência apenas da falência de nossa política ou de um desejo coletivo de morte para o mundo."

"Pois, em última análise, nosso elo comum mais básico é que todos habitamos este pequeno planeta. Todos nós respiramos o mesmo ar. Todos nós valorizamos o futuro de nossos filhos. E todos somos mortais."

John F. Kennedy
Jeffrey Sachs, economista americano e diretor do Earth Institute da Universidade de Columbia, foi profundamente comovido pelo discurso, "não apenas por sua eloquência e conteúdo, mas também por sua relevância para os desafios globais atuais. Pois nele Kennedy nos fala sobre transformar nossas aspirações mais profundas, neste caso, pela paz, em realidades práticas. Ele quase apresenta um método, uma combinação de sonho e ação que voa com grande visão e ainda anda na terra com resultados práticos." Ao revisar a história e o contexto do discurso de Kennedy na Universidade Americana, o respeito de Sachs por Kennedy cresceu ainda mais, concluindo: "Cheguei a acreditar que a busca de Kennedy pela paz não é apenas a maior realização de seu mandato, mas também um dos maiores atos de liderança mundial na era moderna."

## Reações

### Resposta soviética
O discurso de Kennedy foi disponibilizado na íntegra na imprensa soviética, para que o povo na União Soviética pudesse lê-lo sem obstáculos. Além disso, o discurso podia ser ouvido na União Soviética sem censura, pois as medidas de interferência contra as agências de transmissão ocidentais, como a Voice of America, não ocorreram na retransmissão do discurso de Kennedy. Khrushchev ficou profundamente comovido e impressionado com o discurso de Kennedy, dizendo ao Subsecretário de Estado Averell Harriman que era "o maior discurso de qualquer presidente americano desde Roosevelt".
Após 12 dias de negociações e menos de dois meses após o discurso do presidente, o Tratado de Proibição Parcial de Testes Nucleares foi concluído. O Tratado de Proibição Parcial de Testes Nucleares foi assinado pelos governos da União Soviética, do Reino Unido e dos Estados Unidos (representados por Dean Rusk), denominados "Partes Originais", em Moscou, em 5 de agosto de 1963. A ratificação pelos EUA ocorreu no Senado dos EUA em 24 de setembro de 1963, por uma votação de 80-19, e o tratado foi promulgado por Kennedy em 7 de outubro de 1963. O tratado entrou em vigor em 10 de outubro de 1963.

### Outras reações
O discurso teve uma resposta limitada nos Estados Unidos; após uma semana, apenas 896 cartas foram enviadas à Casa Branca referentes ao seu conteúdo (em contraste com mais de 28.000 relacionadas a um projeto de lei que afetava o preço do frete). A resposta dos republicanos no Congresso foi principalmente de desprezo. O senador republicano Barry Goldwater acusou Kennedy de adotar uma "posição fraca" em relação à União Soviética. O discurso foi recebido com algum ceticismo nos EUA. O discurso foi endossado por Hubert Humphrey e outros democratas, mas foi rotulado de "erro terrível" por Goldwater e de "mais um caso de concessão" por Everett Dirksen, o líder dos republicanos no Senado. Dirksen e Charles A. Halleck, o segundo republicano de maior escalão na Câmara, alertaram que as negociações renovadas poderiam resultar em uma "rendição virtual".

## Legado
Robert McNamara, Secretário de Defesa de Kennedy, declarou em um evento memorial em 2003 na Biblioteca e Museu Presidencial John F. Kennedy que o discurso era "um dos grandes documentos do século XX". Ele posteriormente comentou que o discurso "exatamente delineou as intenções de Kennedy". Ted Sorensen considerou o discurso como o mais importante de Kennedy e o melhor discurso proferido por ele.